# Transparentmotor
Ein Transparentmotor ist ein speziell zu Zwecken der Forschung und Lehre hergestellter Verbrennungsmotor.
Hierbei handelt es sich im Wesentlichen um einen handelsüblichen Verbrennungsmotor, der jedoch durch teilweise erhebliche konstruktive Änderungen die Möglichkeit bietet, durch Anwendung optischer Messtechniken innermotorische Prozesse wie z. B. die Ladungsbewegung zu erfassen, sowie Beobachtungen zur Verbrennungsdiagnostik vorzunehmen. Bei den konstruktiven Änderungen sind dies vor allem optische Zugänge, etwa in den Brennraum, durch spezielle Fenster.
Eine Möglichkeit ist das ersetzen des Zylinderkopfes durch einen transparenten Kunststoff (z. B. Acrylglas).
Bei Rotationskolbenmotoren kann die Seitenplatte entsprechend ersetzt werden.
Für Lehr- und Demonstrationszwecke können die Motoren direkt um verfügbare Glaskomponenten herum entworfen sein oder von Grund auf eigene Entwürfe sein.
Transparentmotoren und zugehörige aufwendige Messtechnik haben in Deutschland u. a. die RWTH Aachen und die Otto-von-Guericke-Universität Magdeburg.